# Surtshellir
Surtshellir je jeskyně na Islandu. Nachází se na lávovém poli Hallmundarhraun nedaleko města Borgarnes v regionu Vesturland. Vznikla jako lávový tunel zhruba před tisícem let. Je nejdelší jeskyní na Islandu, měří asi 1970 metrů na délku, maximální šířka dosahuje 15 metrů a maximální výška deset metrů. Je volně přístupná a tvoří společný komplex s jeskyní Stefánshellir.
Jeskyně je pojmenována podle legendárního obra Surtra. První zprávu o jejím průzkumu podal roku 1750 Eggert Ólafsson. Její stěny tvoří magma a čedič s četnými krápníky a vrstvou ledu. Teplota uvnitř se pohybuje mezi 2 až 5° C.
Ve středověku byla jeskyně útočištěm psanců, jejichž osudy popisuje literární dílo Hellismannasaga. Byly zde nalezeny kamenné zdi a četné kosti zvěře.